# Guangfudao
Guangfudao (kinesiska: 光复道, 光复道街道) är ett stadsdelsdistrikt i Kina. Det ligger i storstadsområdet Tianjin, i den norra delen av landet, nära eller i stadens centrum. Antalet invånare är 53 407. Befolkningen består av 17 641 kvinnor och 35 766 män. Barn under 15 år utgör 5,0 %, vuxna 15-64 år 86 %, och äldre över 65 år 8,0 %.